# Maddalena penitente e otto storie della sua vita
La Maddalena penitente e otto storie della sua vita è un dipinto a tempera e oro su tavola (178x90 cm) del Maestro della Maddalena, databile al 1280-1285 circa e conservato nella Galleria dell'Accademia a Firenze.

## Storia
La tavola si trova descritta nelle guide di Follini-Rastrelli e di Moreni nel vestibolo della biblioteca del convento della Santissima Annunziata a Firenze, entro un gruppo di opere che facevano parte della collezione di Francesco Raimondo Adami, Generale dell'Ordine dei Servi di Maria. Non è nota la provenienza originaria della tavola. Con le soppressioni del 1810 il dipinto finì all'Accademia, dove risulta esposto almeno dal 1817.
L'attribuzione per tutto il XIX secolo restò su un generico artista duecentesco prima di Cimabue, di scuola bizantina. Thode provò ad assegnarlo all'ambito di Bonaventura Berlinghieri e del Maestro di San Piero a Grado, mentre Sirén fu il primo a sottolineare il carattere fiorentino dell'opera, lodandone la vivacità narrativa nelle scenette. Fu lui a ricostruire attorno a quest'opera la personalità di un artista anonimo, detto appunto "Maestro della Maddalena", attivo tra il 1265 e il 1290 in una bottega molto produttiva. La datazione oscilla tra il 1260 (Coletti, Ragghianti, Marques) e 1280 o poco dopo (Richter, seguito un po' da tutta la critica).
L'ipotesi al 1280-1290 resta confermata da studi successivi, in particolare per la forma stretta della tavola cuspidata, diffusa in quegli anni, e per l'iconografia dei Funerali della santa, che riecheggiano l'evento del recupero del suo corpo promosso da Carlo II d'Angiò nella chiesa di San Massimino in Provenza tra il 1279 e il 1280.

## Descrizione e stile
Lo schema della tavola riprende quello delle pale dedicate a san Francesco e le sue storie, per esempio nella pala a Pescia di Bonaventura Berlinghieri (1235) o in quella della cappella Bardi di Santa Croce a Firenze del Maestro del San Francesco Bardi.
Al centro si trova, a piena figura, una Maria Maddalena monumentale e ieratica, dalle forme del corpo allungate e interamente avvolte da una coltre fittissima di capelli, un attributo iconografico - quello dei lunghi capelli sciolti - che identifica la santa nelle raffigurazioni artistiche e che, in quest'opera, diviene elemento dominante. La mano destra distesa riecheggia le icone francescane e ne conferma l'ispirazione, mentre la sinistra regge un cartiglio srotolato contenente una lunga iscrizione che invita il fedele all'espiazione dei peccati seguendo l'esempio della santa.
Le storie laterali rappresentano:
- Maria Maddalena unge i piedi di Cristo
- Noli me tangere
- Maria Maddalena portata in cielo dagli angeli
- Ultima comunione di Maria Maddalena
- Resurrezione di Lazzaro
- Predica della Maddalena
- Maria Maddalena nel deserto sfamata da un angelo
- Esequie della Maddalena

In queste storielle l'artista rivela una certa vivacità narrativa, arricchita da sintetiche notazioni ambientali (tra cui spicca lo sforzo di rendere il paesaggio naturale nel Noli me tangere), che lo allontana dal classicismo di ascendenza bizantina, pondendolo tra le figure preminenti nell'ambiente fiorentino del secondo Duecento.